# Тумраїт
Тумраїт (араб. ثمريت) — невелике місто та вілаят (провінція) мухафази Дофар на півдні Оману. У давнину Тумраїт був важливим пунктом на караванних шляхах Аравійського півострова. Дерева ладану, важлива культура, раніше росли в Тумрайті у більшій кількості, ніж зараз. Основним заняттям жителів Тумраїта є вирощування фруктів, овочів і кормів для тварин.

## Військова база
Тумраїт відомий своєю базою Королівських ВПС Оману. Спочатку нафтобаза RAFO Thumrait була створена для встановлення військово-повітряних сил у цьому регіоні Оману. Перший оманський авіаційний підрозділ, що базувався в Тумрайті, оснащений літаками Hawker Hunter FG.9, отримав завдання наземної атаки та місій перехоплення. 12 нових винищувачів-бомбардувальників SEPECAT Jaguar були додані до складу бази для підвищення бойових можливостей у 1977 році.
Військова база в Тумраїті використовувався військово-повітряними силами США, Великої Британії та союзників для підтримки операцій під час операцій «Щит пустелі» та «Буря в пустелі» під час війни в Перській затоці, а пізніше під час операцій Глобальної війни з тероризмом в Афганістані. Багато поточних таких операцій зараз здійснюються з міжнародного аеропорту Маскат, який знаходиться ближче до району операцій.
Тумраїт також є базою Західного прикордонного полку.

## Навчання проводяться на авіабазі Тумраїт
У 2009 році пілоти ВПС Індії «Flaming Arrows» і «Cobras», дві ескадрильї SEPECAT Jaguar, брали участь у спільних навчаннях під назвою «Eastern Bridge» разом із силами SEPECAT Jaguars Королівських ВПС Оману (RAFO) і General Dynamics. F-16 Fighting Falcon на авіабазі Тумрейт. Наступні індійсько-оманські навчання «Східний міст-II» відбулися в 2011 році на базі ВПС Індії Джамнагар (Гуджарат).

## Клімат
Тумрейт має жаркий пустельний клімат (класифікація клімату Кеппена BWh) з дуже жарким літом і теплою зимою. Опадів дуже мало; деякі дощі можуть йти з лютого по квітень, а також з червня по серпень через мусони.
| Клімат Тумраїт          | Клімат Тумраїт | Клімат Тумраїт | Клімат Тумраїт | Клімат Тумраїт | Клімат Тумраїт | Клімат Тумраїт | Клімат Тумраїт | Клімат Тумраїт | Клімат Тумраїт | Клімат Тумраїт | Клімат Тумраїт | Клімат Тумраїт | Клімат Тумраїт |
| Показник                | Січ.           | Лют.           | Бер.           | Квіт.          | Трав.          | Черв.          | Лип.           | Серп.          | Вер.           | Жовт.          | Лист.          | Груд.          |                |
| Абсолютний максимум, °C | 32,6           | 35,0           | 38,6           | 41,0           | 43,6           | 45,4           | 45,0           | 46,0           | 43,8           | 40,0           | 34,4           | 32,0           |                |
| Середній максимум, °C   | 25,7           | 28,1           | 32,3           | 36,0           | 39,2           | 40,6           | 37,1           | 38,2           | 37,6           | 34,7           | 30,2           | 26,1           |                |
| Середня температура, °C | 18,6           | 21,1           | 24,7           | 28,2           | 31,3           | 32,3           | 29,2           | 29,4           | 29,0           | 26,7           | 23,0           | 19,5           |                |
| Середній мінімум, °C    | 10,8           | 14,1           | 17,3           | 20,6           | 23,2           | 24,9           | 23,9           | 23,3           | 21,8           | 18,4           | 14,7           | 12,0           |                |
| Абсолютний мінімум, °C  | 1,6            | 5,8            | 8,7            | 14,1           | 16,6           | 21,2           | 21,2           | 19,5           | 17,1           | 12,0           | 9,0            | 5,0            |                |
| Норма опадів, мм        | 0.7            | 8.3            | 17.1           | 11.4           | 0.0            | 11.6           | 0.1            | 5.2            | 0.0            | 0.0            | 0.0            | 0.6            |                |
| Вологість повітря, %    | 54             | 53             | 46             | 41             | 43             | 44             | 63             | 58             | 51             | 41             | 47             | 54             |                |
| ----------------------- | -------------- | -------------- | -------------- | -------------- | -------------- | -------------- | -------------- | -------------- | -------------- | -------------- | -------------- | -------------- | -------------- |

## Дивись також
- Список міст Оману